# 王之导
王之导（？—？），湖北孝感人，清朝政治人物。舉人出身。
嘉慶四年，接替李克轼。擔任江蘇荆溪縣知縣。后由陳玉篇接任。曾于1796年接替李绍洛任金山县知县一职，1796年由靳金鼐接任。